# Iranische Badmintonmeisterschaft 1985
Die Iranische Badmintonmeisterschaft 1985 fand vom 8. bis zum 13. September 1985 in Kerman statt.

## Medaillengewinner
| Disziplin    | Gold                | Silber                  | Bronze         |
| ------------ | ------------------- | ----------------------- | -------------- |
| Herreneinzel | H. Nasimi           | N. Borzorgzad           | Mansor Shakory |
| Herrendoppel | Sh. Arabi H. Nasimi | B. Arabi Mansor Shakory | Ghelich Azizi  |
| Team         | Zanzan              | Teheran                 | Esfahan        |